# Levomepromazin
A levomepromazin kis potenciálú neuroleptikum, a fenotiazinok csoportjába tartozó klórpromazin-analóg, a klórpromazinnál erősebb psychomotoros gátló hatással.
A VIII. Magyar Gyógyszerkönyvben Levomepromazini hydrochloridum és Levomepromazini maleas  néven hivatalos.

## Hatása
A thalamusban, hypothalamusban, reticularis- és limbicus-rendszerben található dopamin-receptorokat befolyásolva szenzoros impulzus supressiot, motoros aktivitás csökkenést, erős sedatiot okoz; ezenkívül más neurotransmitter rendszerek (noradrenalin, szerotonin, hisztamin, acetilkolin) működésébe is beavatkozik antagonista módon. Ennek köszönhető antiemetikus, antihisztamin, antiadrenerg, anticholinerg hatása is. Extrapyramidalis mellékhatásai a nagypotenciálú neuroleptikumokénál enyhébbek, erélyes alfa-adrenerg antagonista, anticholinerg hatása azonban gyenge. Emeli a fájdalomküszöböt (analgetikus hatása morfin erősségű) és amnaesiát okoz. Analgetikumok potenciálása révén adjuvánsként alkalmazható súlyos akut és krónikus fájdalmakban.

## Fordítás
- Ez a szócikk részben vagy egészben  a   Levomepromazine című angol Wikipédia-szócikk fordításán alapul.  Az eredeti cikk szerkesztőit annak laptörténete sorolja fel. Ez a jelzés csupán a megfogalmazás eredetét és a szerzői jogokat jelzi, nem szolgál a cikkben szereplő információk forrásmegjelöléseként.